# Daniela Mittermair
Daniela Mittermair (Nova Ponente, 16 ottobre 1999) è una slittinista italiana, specialista dello slittino su pista naturale.

## Palmarès

### Coppa del Mondo su pista naturale

#### Gare individuali
- Miglior piazzamento in classifica generale: 3ª nel 2025
- 9 podi:
  - 5 secondi posti
  - 4 terzi posti

## Statistiche

### Coppa del Mondo su pista naturale - Singolo
| Stagione | Età | Classifica | Gare | Vittorie | Podi | Punti |
| -------- | --- | ---------- | ---- | -------- | ---- | ----- |
| 2015     | 16  | 28ª        | 1    | 0        | 0    | 23    |
| 2016     | 17  | 23ª        | 3    | 0        | 0    | 70    |
| 2017     | 18  | 19ª        | 3    | 0        | 0    | 106   |
| 2018     | 19  | 9ª         | 6    | 0        | 0    | 218   |
| 2019     | 20  | 15ª        | 3    | 0        | 0    | 103   |
| 2020     | 21  | 6ª         | 7    | 0        | 0    | 330   |
| 2021     | 22  | 4ª         | 6    | 0        | 2    | 356   |
| 2022     | 23  | 6ª         | 5    | 0        | 0    | 217   |
| 2023     | 24  | 7ª         | 7    | 0        | 1    | 291   |
| 2024     | 25  | 9ª         | 4    | 0        | 2    | 243   |
| 2025     | 26  | 3ª         | 7    | 0        | 4    | 455   |
|          |     |            |      |          |      |       |
| Totale   | -   | -          | 52   | 0        | 9    | 2 412 |

### Campionati mondiali su pista naturale
- 0 medaglie

| Anno | Età | Località     | Singolo | Gara a squadre |
| ---- | --- | ------------ | ------- | -------------- |
| 2019 | 20  | Lazfons      | 6ª      | –              |
| 2021 | 22  | Umhausen     | 4ª      | –              |
| 2023 | 24  | Nova Ponente | 4ª      | –              |
| 2025 | 26  | Kühtai       | 6ª      | –              |

### Campionati europei su pista naturale
- 0 medaglie

| Anno | Età | Località | Singolo | Gara a squadre |
| ---- | --- | -------- | ------- | -------------- |
| 2018 | 19  | Obdach   | 5ª      | –              |
| 2020 | 21  | Mosca    | 5ª      | –              |
| 2022 | 23  | Lasa     | 6ª      | –              |
| 2024 | 25  | Valgiovo | –       | –              |